# 検事 霞夕子
『検事 霞夕子』（けんじ かすみゆうこ）は、夏樹静子の短編推理小説のうち検事・霞夕子を主人公とする作品群。

## シリーズ一覧
「螺旋階段をおりる男」所収
予期せぬ殺人
螺旋階段をおりる男
白い影
「夜更けの祝電」所収
橋の下の凶器
早朝の手紙
知らなかった
夜更けの祝電
「風極の岬」所収
札幌は遠すぎる
マリモは語る
風極の岬
さい果ての花

## 主な登場人物
- 霞夕子（検事）
- 桜木洋（検察事務官）

## 映像化作品
夏樹静子作品としては『弁護士 朝吹里矢子』と同様にシリーズ作品として各局でテレビドラマ化されている。

### 女検事・霞夕子
『女検事・霞夕子』は、1985年から1993年まで日本テレビ『火曜サスペンス劇場』で放送されたシリーズ。桃井かおり主演で10作品放送されたが、スタッフとの衝突により桃井が降板した。
シリーズ前半は東京地検、シリーズ後半は横浜地検を舞台としている。

### 新・女検事 霞夕子
『新・女検事 霞夕子』は、日本テレビ『火曜サスペンス劇場』で放送されたシリーズ。1994年の第1作から1996年の第7作までは『新・女検事 霞夕子』、1996年の第8作から1998年の第13作までは『女検事 霞夕子』、1999年の第14作からは『検事 霞夕子』のタイトルが用いられていた。鷲尾いさ子主演で1994年から20作品を放送。鷲尾が産休のため降板し、2003年10月から床嶋佳子主演で5作品放送（その他のキャストに変更はない。なお、床嶋は「早朝の手紙」でこのシリーズにゲストとして出演している。）。
横浜地検を舞台としている。桜木事務官は登場しない。

### 検事 霞夕子
『検事 霞夕子』のタイトルで真矢みきの主演により、2006年に日本テレビ系『火曜ドラマゴールド』で1作品放送し、2007年に特番にてさらに1作品を放送（計2作品放送）。なお、『火曜ドラマゴールド』の最終作であった『監察医・室生亜季子』の完結作「最後の解剖」にも霞夕子（真矢みき）が特別出演している。
東京地検を舞台としている。桜木事務官を女性の設定（桜木みどり）としている。

### 検事・霞夕子
『検事・霞夕子』（けんじ・かすみゆうこ）は、2011年から2014年までフジテレビ系『金曜プレステージ』と『赤と黒のゲキジョー』で放送されたシリーズ。沢口靖子主演。
2010年12月に同枠で放映された『弁護士 朝吹里矢子』に次ぐ夏樹静子作品の人気シリーズの再映像化となる。
東京地検を舞台としている。桜木事務官は桜木洋一として登場する。